# Lionel Marek
 (mai 2013).
Si vous disposez d'ouvrages ou d'articles de référence ou si vous connaissez des sites web de qualité traitant du thème abordé ici, merci de compléter l'article en donnant les références utiles à sa vérifiabilité et en les liant à la section « Notes et références ».
Pour les articles homonymes, voir Marek.
Lionel Marek, né Jean-Pol Sternberg en 1946 à Bruxelles, est un écrivain belge francophone, fils de l'écrivain Jacques Sternberg.

## Biographie
En 2000, il publie aux éditions Verticales La Vie en deux ; selon la critique du magazine Le Matricule des anges : « Ce roman allie, de façon singulière, témoignage et fiction. Dérangeant, il s'enferme dans une folie névrotique, qui malgré tout tient le lecteur à distance. »
Son cinquième ouvrage paraît en 2007 aux éditions Gallimard Tuez-moi, qui, selon la critique de la revue Le Carnet et les Instants « est une réflexion magnifique à la fois sur l'individu face au Mal, sur la culpabilité, et sur la puissance des mots pour traduire tout ce qui macère au fond de chacun de nous. »
Il publie en 2013 un essai sur son père, l'écrivain Jacques Sternberg, aux éditions L'Âge d'Homme, Jacques Sternberg ou l'œil sauvage.

## Publications
- L'An prochain à Auschwitz : roman, Paris, Denoël, 1982, 239 p. (ISBN 2-207-22816-9)
- Pourquoi moi, Paris, Denoël, 1986, 198 p. (ISBN 2-207-23167-4)
- Nouvelles d'un amour : roman, Paris, Denoël, 1990, 97 p. (ISBN 2-207-23759-1)
- La Vie en deux[4], Paris, Verticales, 2000, 152 p. (ISBN 2-84335-032-8)
- Tuez-moi[5], Éditions Gallimard, 2007, 124 p. (ISBN 978-2-07-078179-9 et 2-07-078179-8)
- Jacques Sternberg ou l'œil sauvage[1], Éditions L'Âge d'Homme, 2013, 363 p. (ISBN 978-2-8251-4263-9 et 2-8251-4263-8)